# Municipio de Uddevalla
Uddevalla (en sueco: Uddevalla kommun) es un municipio en la provincia de Västra Götaland, al suroeste de Suecia. Su sede se encuentra en la ciudad de Uddevalla. El municipio actual se creó en 1971 cuando la ciudad de Uddevalla (que había absorbido el municipio rural de Bäve en 1945) se fusionó con los municipios circundantes Forshälla, Lane-Ryr, Ljungskile, Skredsvik y partes de Skaftö.

## Localidades
Hay 12 áreas urbanas (tätort) en el municipio:
| #  | Tätort                            | Población |
| -- | --------------------------------- | --------- |
| 1  | Uddevalla                         | 36 028    |
| 2  | Ljungskile                        | 3884      |
| 3  | Kurveröd                          | 1351      |
| 4  | Ammenäs                           | 603       |
| 5  | Fagerhult                         | 488       |
| 6  | Sjöskogen y Strand                | 476       |
| 7  | Lanesund y Överby                 | 472       |
| 8  | Strandskogen, Restenäs y Ulvesund | 463       |
| 9  | Utby                              | 415       |
| 10 | Kristevik y Sundsandvik           | 400       |
| 11 | Hogstorp                          | 380       |
| 12 | Smedseröd                         | 275       |

## Ciudades hermanas
Uddevalla está hermanado o tiene tratado de cooperación con:
- Skien, Noruega
- Thisted, Dinamarca
- Loimaa, Finlandia
- Mosfellsbær, Islandia
- Jõhvi, Estonia
- Okazaki, Japón
- North Ayrshire, Escocia